# Блондо, Тилан
Тила́н Лина Ро́уз Блондо́ (фр. Thylane Léna Rose Blondeau; род. 5 апреля 2001, Экс-ан-Прованс) — французская фотомодель и актриса.

## Биография
Тилан родилась 5 апреля 2001 года. Мать — Вероника Любри (фр. Véronika Loubry), в прошлом французская телеведущая, сейчас дизайнер детской одежды и одежды для будущих мам. Отец — Патрик Блондо (фр. Patrick Blondeau) известный футболист. У Тилан есть младший брат Айртон Ромеро, который родился в 2007 году.
Тилан — одна из самых высокооплачиваемых юных моделей мира. Карьеру фотомодели начала в 4 года. Сотрудничала с Jean Paul Gaultier. Фотографии 10-летней Тилан, опубликованные в журнале Vogue, вызвали бурю возмущений. Журнал обвинили в растлении малолетних. В начале 2014 года, в возрасте 12 лет, Тилан подписала контракт с международным модельным агентством IMG Models, работать в котором начала с 15 лет.
Была лицом таких брендов, как Lacoste, Hugo Boss, Jean Paul Gaultier, Ralph Lauren, Massimo Dutti, Pull & Bear, Paul & Joe Sister и многих других.
Тилан Блондо появлялась на обложках Vogue, L’officiel Enfants, Jalouse Magazine, L’Officiel Paris, Marie Claire.
В данный момент сотрудничает с компанией Chanel, Little Eleven Paris, H&M, Dolce & Gabbana, L’Oréal Paris.
В июне 2014 года получила роль Габриэль в фильме «Белль и Себастьян: Приключение продолжается» (оригинал «Belle et Sébastien: l’aventure continue»), премьера которого состоялась в декабре 2015 года в Европе.